# Bitternbek
Der Bitternbek ist ein rechter Nebenfluss der Buckener Au in Schleswig-Holstein. Der Fluss hat eine Länge von ca. 3,2 km und bildet im Verlauf mehrfach die Grenze zwischen den Kreisen Rendsburg-Eckernförde und Steinburg. Er entspringt auf dem Gebiet der Gemeinde Aukrug südlich des Boxbergs und mündet östlich von Grauel in die Buckener Au. Der Oberlauf des Bitternbeks wird für mehrere Fischteiche gestaut.